# Амазонський фемінізм
Амазонський фемінізм (англ. amazon feminism) — течія фемінізму, що підкреслює жіночу фізичну силу як засіб для досягнення гендерної рівності. Прихильниці руху пропагують образ жінки-воїтельки, статури та подвиги спортсменок, майстринь бойових мистецтв та інших міцно збудованих жінок у суспільстві, мистецтві та літературі.

## Історія
Учасниць збройного суфражизму, особливо тих, які практикували фізичну культуру або брали участь у насильницьких формах політичного протесту, часто називають «амазонками» романісти та газетні журналіст/ки.
Походження терміна «амазонський фемінізм» можна простежити в декількох джерелах, у тому числі у Томаса Гремстеда. Гремстед прагнув поєднати унікальні зображення героїзму Айн Ренд разом з тодішньою сучасною феміністською ідеологією й амазонськими поняттями. Це був частково натхненний книгою «У пошуках жінки-воїтельки» (англ. In Search of the Woman Warrior). На початку 70-х рр. Глорія Стейнем звернула увагу на цю концепцію.